# شوارتسنبرگ، زاکسن
شهر شوارتسنبرگ/ارتسگبریگه (به آلمانی: Schwarzenberg/Erzgeb.) در ایالت زاکسن در کشور آلمان واقع شده‌است.